# Campionato spagnolo femminile di pallanuoto
Il campionato spagnolo femminile di pallanuoto è l'insieme dei tornei pallanuotistici femminili nazionali istituiti dalla Reale Federazione Spagnola del Nuoto (Real Federación Española de Natación - RFEN).
Il titolo nazionale viene assegnato annualmente dal 1988 all'interno della Divisione d'Onore, il massimo livello del campionato.
Il club più titolato di Spagna è il Club Natació Sabadell, campione nazionale per 20 volte.

## Struttura dei campionati

### Divisione d'Onore
La División de Honor è la massima divisione del campionato spagnolo. I 12 club partecipanti disputano un girone all'italiana al termine del quale le prime quattro classificate si qualificano per le semifinali mentre le ultime due retrocedono in Prima Divisione.
Organico 2011-2012:
- Concepción C.L.
- Dos Hermanas
- La Latina
- Madrid Moscardó
- Mataró
- Mediterrani
- Sabadell
- Sant Andreu
- Sant Feliu
- Terrassa
- Upna '98
- Zaragoza

### Prima Divisione
La Primera División è il secondo livello del campionato. Vi partecipano 7 club inseriti in un girone unico. Le prime due classificate conquistano la promozione nella Divisione d'Onore, le ultime due retrocedono in Seconda Divisione.
Organico 2011-2012:
- Askartza Leioa
- Ciutat de Palma
- Caballa
- Fustes Molas

- Martorell
- Manresa
- Rubi

### Seconda Divisione
La Segunda División è il terzo livello del campionato. Il torneo viene disputato su numerosi gironi territoriali. Le migliori squadre si qualificano alla fase finale, disputata su due gruppi basati sulla provenienza regionale dei club retrocessi dalla Prima Divisione nella stagione precedente; le vincitrici dei due gruppi finali conquistano la promozione.

## Albo d'oro
- 1988:  Molins de Rei
- 1989:  Catalunya
- 1990:  Mediterrani
- 1991:  Catalunya
- 1992:  Mediterrani
- 1993:  Mediterrani
- 1994:  Mediterrani
- 1995:  Mediterrani
- 1996:  Mediterrani
- 1997:  Mediterrani
- 1998:  Mediterrani
- 1999:  Mediterrani
- 2000:  Sabadell

- 2001:  Sabadell
- 2002:  Sabadell
- 2003:  Mediterrani
- 2004:  Sabadell
- 2005:  Sabadell
- 2006:  Ondarreta Alcorcón
- 2007:  Sabadell
- 2008:  Sabadell
- 2009:  Sabadell
- 2010:  Mediterrani
- 2011:  Sabadell
- 2012:  Sabadell
- 2013:  Sabadell

- 2014:  Sabadell
- 2015:  Sabadell
- 2016:  Sabadell
- 2017:  Sabadell
- 2018:  Sabadell
- 2019:  Sabadell
- 2020:  Mataró
- 2021:  Sabadell
- 2022:  Sabadell
- 2023:  Sabadell
- 2024:  Mataró
- 2025:  Sabadell

## Vittorie per club
| Pos. | Squadra            | Vittorie |
| ---- | ------------------ | -------- |
| 1    | Sabadell           | 21       |
| 2    | Mediterrani        | 11       |
| 3    | Catalunya          | 2        |
| 3    | Mataró             | 2        |
| 5    | Molins de Rei      | 1        |
| 5    | Ondarreta Alcorcón | 1        |